# Reinier Johannes Antonius Rozestraten
Reinier Johannes Antonius Rozestraten (Haia - HOL, , 1924 - Ribeirão Preto, SP - BRA , 27 de junho de 2008) foi titular da 34ª cadeira da Academia Paulista de Psicologia. Holandês naturalizado brasileiro, chegou ao Brasil no ano de 1950 para contribuir com o Colégio Santo Antônio, em Belo Horizonte. Dedicou-se à Psicologia, sobretudo, em sua relação com o trânsito e em 1976 recebeu o Prêmio Emílio Mira y López. Foi premiado também no I Congresso Nacional de Segurança Viária na área de Psicologia e Segurança do Trânsito. Rozestraten foi responsável por diversas publicações no campo da Psicologia, tornando-se, portanto, o nome mais referenciado no que diz respeito ao estudo da Psicologia do Trânsito no Brasil.
Rozestraten estudou Filosofia e Teologia em Haia. Em 1955 concluiu sua graduação em História Natural pela UFMG e, em 1971, tornou-se doutor pela mesma Instituição. Especializou-se em Psiquiatria e Higiene Mental e participou do Curso de Especialização em Psicologia Experimental da Aprendizagem no Instituto Superior de Educação Rural. Estudando a percepção no trânsito, Rozestraten, em 1978, concluiu seu pós-doutorado no Laboratoire de Psychologie de la Conduite, ONSER (INRETS), na França.
Durante sua trajetória, Rozestraten criou o Laboratório de Psicologia da Pontifícia Universidade Católica de Minas Gerais  (PUC Minas), dirigiu o Instituto de Psicologia e os Serviços do Instituto de Psicologia – SIPUC da referida Instituição. Ministrou aulas de diferentes disciplinas relacionadas à Psicologia em diversas Instituições de ensino, tais como: UFMG; USP; UFU e Faculdade de Filosofia, Ciências e Letras de Ribeirão Preto. Contribuiu com os cursos de graduação e pós-graduação Stricto Sensu Mestrado em Psicologia da Universidade Católica Dom Bosco em Campo Grande (Soares Jr et. al , 2022), Mato Grosso do Sul e pós-graduação Stricto Sensu Mestrado em Psicologia da Universidade Federal do Pará - UFPA. Foi um dos protagonistas na criação do curso de Psicologia da Faculdade de Filosofia do Centro de Ensino Universitário de Brasília – CEUB. 
Rozestraten foi ainda o primeiro presidente da Sociedade de Psicologia de Ribeirão Preto ( Atual Sociedade Brasileira de Psicologia - SBP) e da Associação Brasileira de Ergonomia (ABERGO), além de ter trabalhado no Instituto de Psicologia Irmão Dubois. 
Atualmente o nome do prêmio oferecido pela Associação Brasileira de Psicologia do Tráfego - ABRAPSIT durante os Congressos Brasileiros de Psicologia do Tráfego, desde 2017, leva o seu nome, bem como o Prêmio de Iniciação Científica em Psicologia oferecido anualmente a jovens com trabalhos promissores pela Sociedade Brasileira de Psicologia - SBP. ( Soares Jr et Al., 2022). 